# Gare de Miniac
La gare de Miniac est une gare ferroviaire française de la ligne de Lison à Lamballe, située sur le territoire de la commune de Miniac-Morvan, dans le département d'Ille-et-Vilaine, en région Bretagne.
Elle est mise en service en 1879, par la Compagnie des chemins de fer de l'Ouest. C'est aujourd'hui une halte ferroviaire de la Société nationale des chemins de fer français (SNCF), desservie par des trains express régionaux TER Bretagne circulant entre Dinan et Dol-de-Bretagne.

## Situation ferroviaire
Établie à 24 m d'altitude, la gare de Miniac est située au point kilométrique (PK) 150,572 de la ligne de Lison à Lamballe, entre les gares de Plerguer et de Pleudihen. Ancienne gare de bifurcation, elle était l'origine de la ligne de Miniac-Morvan à La Gouesnière - Cancale - Saint-Méloir aujourd'hui déclassée.

## Histoire
En 1885, elle devient la gare d'embranchement de la ligne de Miniac-Morvan à La Gouesnière - Cancale - Saint-Méloir mise en service par la compagnie des chemins de fer de l'Ouest.

## Fréquentation
De 2015 à 2023, selon les estimations de la SNCF, la fréquentation annuelle de la gare s'élève aux nombres indiqués dans le tableau ci-dessous.
| Année     | 2015  | 2016 | 2017 | 2018 | 2019 | 2020 | 2021 | 2022  | 2023  |
| --------- | ----- | ---- | ---- | ---- | ---- | ---- | ---- | ----- | ----- |
| Voyageurs | 1 223 | 916  | 163  | 371  | 436  | 17   | 262  | 1 106 | 1 338 |

## Service des voyageurs

### Accueil

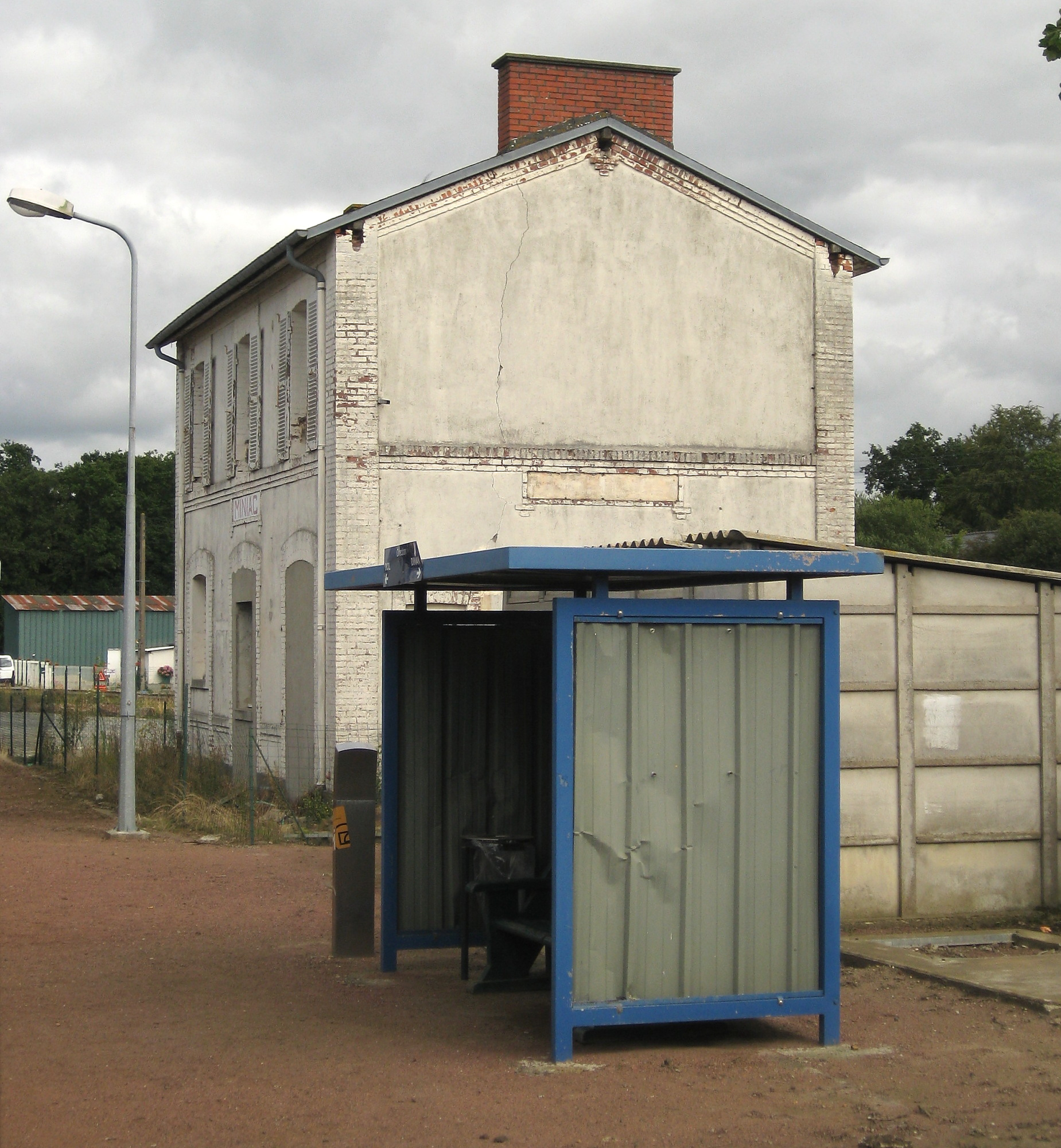
L’abri de quai avec derrière lui, l’ancien bâtiment voyageurs.

Halte SNCF, est un point d'arrêt non géré (PANG) à entrée libre, elle dispose d'un quai avec abri.
Le nom officiel de la gare ne comporte pas la deuxième partie du nom composant la commune desservie, « Morvan »,, tout comme les fiches horaires,, bien qu’elle soit baptisée Miniac-Morvan sur le site TER internet de la Région.

### Desserte
Miniac est desservie par des trains TER Bretagne, circulant entre Dinan et Dol-de-Bretagne.

### Intermodalité
La gare est desservie par les cars du réseau régional BreizhGo, ligne no 581, circulant entre Saint-Malo et Tinténiac; et par le réseau Malo Agglo Transports (MAT) de Saint-Malo, ligne no 10, circulant entre Le Tronchet et Saint-Malo. L’arrêt se nomme « La Costardais » et se trouve sur la route départementale no 73.